# Gary Numan
Gary Numan, właściwie Gary Anthony James Webb (ur. 8 marca 1958 w Hammersmith w Londynie) – brytyjski wokalista i kompozytor. 

## Życiorys
Po skończonej nauce w Slough Grammar School, założył pod koniec lat 70. zespół Tubeway Army. Po kilku nagraniach demo (zebranych i wydanych w 1984 w postaci albumu The Plan), zespół podpisał w 1978 roku umowę z Beggars Banquet i w krótkim czasie wydał dwa single: „That's Too Bad” i „Bombers”. Żaden z nich nie zagościł na listach przebojów. Wydany w tym samym roku debiutancki album Tubeway Army (zwany również „Błękitnym Albumem”) został bardzo szybko wyprzedany. Numan już na nim dał upust swoim dwóm największym fascynacjom: pesymistycznym wizjom przyszłości i – co ważniejsze – syntezatorom. Trzeci singel Tubeway Army – „Down In The Park” – również nie trafił na listy przebojów, jednak jest uznawany za jeden z największych przebojów zespołu, a do tego jest najczęściej coverowany. Praktycznie znikąd, w 1979 roku Tubeway Army stali się gwiazdami numer jeden dzięki hitowemu singlowi „Are 'Friends' Electric?”. Jednocześnie debiutancki album grupy błyskawicznie wspiął się na szczyty wszelkich chartów.
Kilka tygodni później Numan powtórzył tę sztukę z singlem „Cars”, który wszedł do Top 10 również w Ameryce oraz z pierwszym albumem wydanym pod własnym (przybranym) nazwiskiem – The Pleasure Principle. Numan zaczerpnął swój pseudonim z reklamy znalezionej w książce telefonicznej. Zdobycie pierwszego miejsca zarówno albumem, jak i singlem, było godne uwagi: dokonanie tego dwukrotnie na przestrzeni zaledwie sześciu miesięcy, to nie lada wyczyn. Potem przyszła pora na trasę koncertową – błyskawicznie wyprzedaną. The Pleasure Principle to rockowy album bez gitar – zamiast nich Numan użył syntezatorów wspomaganych gitarowymi efektami, które pozwoliły mu osiągnąć charakterystyczne, metaliczne brzmienie. Wyprodukowany na własną rękę w dwa tygodnie, za małe pieniądze, The Pleasure Principle brzmiał jak żadna inna płyta wcześniej i do dziś uważany jest za jedno z największych osiągnięć Numana. Drugi singel z albumu, „Complex”, dotarł do 6. pozycji na brytyjskiej liście przebojów.
Numan został pierwszą popową gwiazdą syntezatorów. Występował w swoich kosmicznych kostiumach i makijażu, nie kryjąc przy tym swoich inspiracji: David Bowie, Marc Bolan czy ówcześni artyści elektroniczni jak John Foxx z Ultravox. Na scenie jawił się jako małomówny obojnak z innej planety. W wywiadach z kolei zaskakiwał dziennikarzy swoją rozbrajającą otwartością. Numan cieszył się ogromną popularnością i niepohamowaną miłością krytyków, jak również towarzyszących mu muzyków. Zespół Yes poświęcił mu ironiczny kawałek „White Car”, będący reakcją na jego przejażdżki po Londynie w białym Chevrolecie Corvette otrzymanym od Beggars Banquet. Idol Gary’ego, David Bowie, odmówił mu wspólnego występu w programie „The Kenny Everett Video Show”.
Numan oszołomił prasę muzyczną. Był szalonym, kreatywnym, zakłopotanym 21-letnim kawalerem, który wciąż mieszkał z rodzicami. Nie był zbuntowanym punkiem. Nie można go było również przypisać do mody na new romantic, a wspominając o tamtym okresie często pomija się jego wpływy. Mimo to Numan zapewnił sobie w tamtym czasie uwielbienie armii fanów zwanych Numanoidami, których liczba okazała się wystarczająca, by poprowadzić go przez drugą połowę lat 80., kiedy to jego sława zaczęła gwałtownie słabnąć (nawet w okresie największej popularności, brytyjska prasa muzyczna wciąż z niego szydziła).
W 1980 roku Numan ponownie podbił serca publiki albumem Telekon, mimo że single „We Are Glass”, „I Die: You Die” i „This Wreckage” nie radziły już sobie na listach przebojów tak brawurowo. Druga wielka trasa Numana (po The Touring Principle z 1979) pod szyldem The Teletour odbyła się w 1980 i była dopracowana w najdrobniejszych detalach. Okazała się wielkim sukcesem, mimo to Numan zaczął tracić swój majątek ze względu na ogromne wydatki. Gary miał w tamtym okresie dość sławy i wycofał się z koncertowania. Przedtem dał serię spektakularnych, błyskawicznie wyprzedanych koncertów na Wembley Arena w kwietniu 1981. Jego decyzja o wycofaniu się nie trwała długo – w swojej autobiografii wspomina, jak wychodzi na pustą scenę po ostatnim koncercie i zastanawia się „co ja kurwa zrobiłem?”. Wybór ten będzie miał fatalne skutki dla jego kariery, gdy Numan przekona się o niestałości popowych fanów, którzy szybko zwrócili uwagę na innych artystów.

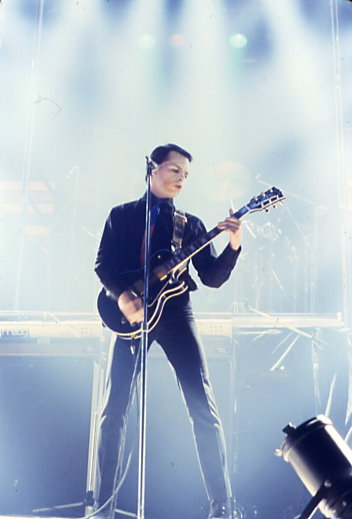
Numan w latach 80.

Odwracając się od electropopu, Numan zaczął eksperymentować z jazzem, funkiem i lekkostrawnym popem. Jego popularność szybko zaczęła spadać, przyćmiona przez Adama Anta, a później Duran Duran, Culture Club czy Depeche Mode. Spędził dekadę w niemocy twórczej, próbując odzyskać swoją początkową sławę niczym się nie wyróżniającymi płytami, stylistycznie podobnymi do dokonań Roberta Palmera i Prince’a. Każdy kolejny krążek to inny wizerunek artystyczny, jednak żaden z nich nie trafił do publiczności tak, jak ten z późnych lat 70. 
Numan miał dość żenującą przygodę w 1981, związaną z jego wielką pasją – lataniem. Podczas lotu dookoła świata swoim małym samolotem, musiał lądować w Indiach (prasa donosiła o bezpośrednim wypadku), gdzie został aresztowany z podejrzeniem o przemyt i szpiegostwo. Wbrew temu, co podawały w tamtym okresie wiadomości, Gary nie pilotował samolotu podczas lądowania. W późnych latach 80., jego życie było kilka razy zagrożone przez tajemniczego napastnika.
Pierwszy album po pożegnalnych występach Gary’ego – ponury, atmosferyczny i eksperymentalny Dance z 1981 – zadebiutował na 3. miejscu brytyjskiej listy przebojów, lecz wypadł z niej już po ośmiu tygodniach. W nagraniu albumu wziął udział gościnnie Roger Taylor – perkusista Queen. Bardziej taneczny I, Assassin (1982) radził sobie na listach przebojów jeszcze gorzej niż Dance. Mimo trzech singli w pierwszej dwudziestce, album zadebiutował na ósmym miejscu i wypadł z listy po zaledwie sześciu tygodniach. Warriors z 1983 roku, który zdradził jazzowe zamiłowania Numana i został nagrany z wkładem awangardowego muzyka Billa Nelsona, zadebiutował na 12. miejscu i – tak jak jego poprzednik – spędził na liście jedynie sześć tygodni. Warriors to ostatni album Numana nagrany dla Beggars Banquet. Po jego wydaniu odbyła się trasa koncertowa po Wielkiej Brytanii – pierwsza od jego występów na Wembley w 1981.
Walcząc z coraz popularniejszym przeświadczeniem, że „Numan się skończył”, Gary zaczął wydawać płyty i single pod szyldem własnej wytwórni – Numa Records. Pierwszym albumem przez nią wydanym był Berserker z 1984 roku. Był to też pierwszy flirt Numana z samplerami i komputerami. Na krążku znalazły się mocniejsze basy i perkusja niż na I, Assassin czy Warriors. Płycie towarzyszył charakterystyczny image o biało-niebieskiej kolorystyce, trasa koncertowa i koncertowa płyta oraz video, lecz podzieliła ona zarówno krytyków, jak i fanów. Był to najmniej udany pod względem komercyjnym album Numana jak na tamte czasy. Wydana rok później The Fury radziła już sobie w rankingach sprzedaży nieco lepiej – po raz kolejny przynosząc również nowy wizerunek artysty: tym razem biały garnitur i czerwony krawat – lecz również dość szybko z nich spadła.
Współpraca z Billem Sharpem z Shakatak nieco pomogła – singlowy duet „Change Your Mind” zagościł na Top 20 w Wielkiej Brytanii. Numa Records, której przy zakładaniu przyświecały ekscytujące idee, splajtowała po wydaniu płyty Strange Charm w 1986 roku. Po upadku Numy, braku zainteresowania mediów i słabej sprzedaży, fortuna Numana zarobiona pod koniec lat 70. zaczęła się kurczyć (szacuje się ją na 4,5 miliona dolarów), sam Gary zaś podpisał kontrakt z IRS Records. Wytwórnia ta wydała jego ostatni album w latach 80. – nieco industrialny, funkowy Metal Rhythm (1988). Album spotkał się z ciepłym przyjęciem fanów i uzyskał pozytywne recenzje w brytyjskiej prasie, lecz sprzedawał się słabo. Było to z pewnością spowodowane brakiem większej promocji i nietrafionym wyborem singli ze strony IRS Records.
Po wydaniu płyty Outland w 1991 roku, kolejnego artystycznego i komercyjnego rozczarowania, a także drugiego i ostatniego albumu dla IRS Records, Numan reaktywował Numa Records, pod którym to szyldem wyda swoje dwa kolejne krążki. Sam Numan przyznaje, że wydany w 1992 roku Machine + Soul był nietrafionym strzałem w najbardziej komercyjne rejony rynku, nagranym jedynie by spłacić długi. Album rozszedł się w zaledwie kilku tysiącach egzemplarzy. W 1994 roku Numan zdecydował się zrezygnować z prób uderzenia w popowy rynek i skoncentrował się na eksplorowaniu bardziej osobistych zainteresowań, jak ateizm. Jego przyszła żona Gemma namawiała go do odrzucenia inspiracji z dawnych lat. Numan ewoluował i poszedł w ostrzejsze, bardziej industrialne kierunki na albumie Sacrifice. Pierwszy raz zagrał sam na prawie wszystkich instrumentach. Krok ten został ciepło przyjęty: cięższy i mroczniejszy Numan brzmiał jak Numan, który miał duży wpływ na zespoły pokroju Nine Inch Nails, gdy te cieszyły się pierwszymi urokami sławy. Inspiracje te działały w obie strony: Numan przyznał, że utwór „Closer” Nine Inch Nails to jego singel wszech czasów i miał duży wpływ na jego muzykę. Sacrifice był ostatnim albumem Numana przed ostatecznym zamknięciem Numa Records. Jego następne dwie płyty – Exile (1997) i Pure (2000) – przywróciły mu reputację wśród krytyków. Gary nawet odbył trasę po Stanach Zjednoczonych w ramach promocji Exile. Były to jego pierwsze koncerty poza Wielką Brytanią od czasu wczesnych lat osiemdziesiątych.
Po latach wyśmiewania w prasie, Numan odnalazł się określany jako „ojciec chrzestny muzyki elektronicznej” i artysta szanowany przez swoich naśladowców, włączając w to takich muzyków jak Dave Grohl (Foo Fighters), Trent Reznor (Nine Inch Nails) czy Marilyn Manson, którzy podawali jego twórczość jako swoje inspiracje i nagrali covery starych przebojów Numana. Basement Jaxx mieli w 2002 roku wielki przebój „Where's Your Head At?” oparty na samplach z „M.E.” Numana. Fear Factory nagrali cover „Cars” z gościnnym udziałem Gary’ego. Nine Inch Nails scoverowali „Metal” na albumie Things Falling Apart. „Cars” okazała się piosenką, która najlepiej zniosła próbę czasu. Była ponownie hitem w 1987 i 1996, dzięki pojawieniu się w reklamie piwa Carling. W 2000 roku DJ Armand Van Helden zsamplował „Cars” i zmixował ze swoim singlem „Koochy”, który rozbrzmiewał na dyskotekowych parkietach. W 2002 brytyjskie trio Sugababes wylansowało przebój „Freak Like Me” – mix utworów „Freak Like Me” Adiny Howard i „Are 'Friends' Electric?” Tubeway Army. Inni artyści, którzy śpiewali w ostatnich latach Numana, to między innymi Beck, Tricky i Queens of the Stone Age. Afrika Bambaataa mówi nawet o wpływie Numana na muzykę początkujących DJ-ów sceny amerykańskiej: „Na przełomie lat 80. i 90. Gary posiadał rytmy, o jakich marzyli DJ-e, a ludzie na parkietach tylko czekali na jego kawałki”.
W 2003 roku, Numan świętował powrót na listy przebojów singlem nagranym z wschodzącą gwiazdą z Glasgow, Rico – „Crazier”. Rico brał też udział w pracach nad remixowym albumem Hybrid, prezentującym nowe, bardziej industrialne wersje starych piosenek. W 2004 roku Numan znów wziął biznes w swoje ręce i otworzył wytwórnię Mortal Records, która wydała serię koncertowych DVD oraz świetnie przyjęty przez krytykę, nowy album Jagged, który ukazał się 13 marca 2006. Pierwszy koncert promocyjny odbył się na The Forum w Londynie. Numan zapowiedział trasę po Wielkiej Brytanii od kwietnia 2006 oraz zdradził plany koncertów również w innych krajach, włączając w to USA. Nowy krążek wspomagany jest własną stroną internetową. W tym roku mają ukazać się również wznowienia pożegnalnych koncertów z 1981 roku na DVD (wydane wcześniej na VHS jako Micromusic) oraz zupełnie nowe DVD z pierwszym koncertem promującym Jagged. Gary mówi też o specjalnej wersji nowego albumu, na której znajdzie się niepublikowany materiał, utwory które nie zmieściły się na płycie oraz remiksy.
Numan poślubił członkinię własnego fanklubu, Gemmę O’Neill. Zdiagnozowała go ona jako cierpiącego na syndrom Aspergera, jak również opisała jak się poznali w przynajmniej jednym brytyjskim magazynie dla kobiet. W 2003 roku urodziło im się pierwsze dziecko, Raven. W 2005 – drugie: Persia.
W Sunday Times Magazine z 29 kwietnia 2001 roku, Numan powiedział: „Grzeczne rozmowy nigdy nie były moją silną stroną. Dopiero niedawno odkryłem, że cierpię na łagodną odmianę Syndromu Aspergera, co w skrócie oznacza, że mam problemy z interakcją międzyludzką. Przez lata nie mogłem zrozumieć, czemu ludzie uważali mnie za aroganckiego, ale teraz nabiera to sensu”.
Numan znany jest również ze swojej miłości do latania i posiadał kilka własnych samolotów. Był pasażerem jednego z nich, gdy trzeba było awaryjnie lądować na jednej z głównych autostrad w Anglii, w 1981 roku. Miało to miejsce niedługo po tym, jak odbył lot dookoła świata, w trakcie którego został na krótko aresztowany w Indiach, z podejrzeniem o szpiegostwo. Jego miłość do latania została również udokumentowana w serialu telewizji BBC „The Mighty Boosh”.
Numan opublikował swoją autobiografię „Praying To The Aliens” w 1997 roku (w 1998 roku ukazała się zaktualizowana wersja), której współautorem jest Steve Malins. Malins jest również autorem opisów w większości reedycji albumów Numana z późnych lat 90.

## Dyskografia
- Tubeway Army (1978)
- Replicas (1979)
- The Pleasure Principle (1979)
- Telekon (1980)
- Dance (1981)
- I, Assassin (1982)
- Warriors (1983)
- Berserker (1984)
- The Fury (1985)
- Strange Charm (1986)
- Metal Rhythm (1988)
- Outland (1991)
- Machine + Soul (1992)
- Sacrifice (1994)
- Exile (1997)
- Pure (2000)
- Hybrid (2003)
- Jagged (2006)
- Jagged Edge (2008)
- Dead Son Rising (2011)
- Splinter (Songs From A Broken Mind) (2013)
- Savage: Songs From A Broken World (2017)
- Intruder (2021)